# Dom kahalny w Chełmży
Dom kahalny w Chełmży - znajduje się przy obecnej ulicy Hallera 7 i pierwotnie mieścił siedzibę władz miejscowego przykahałku (podległego gminie żydowskiej w Toruniu) oraz mieszkanie rabina. Podczas II wojny światowej mieścił się w nim posterunek policji, a obecnie jest siedzibą szpitaliku dziecięcego.